# Inländer Rum

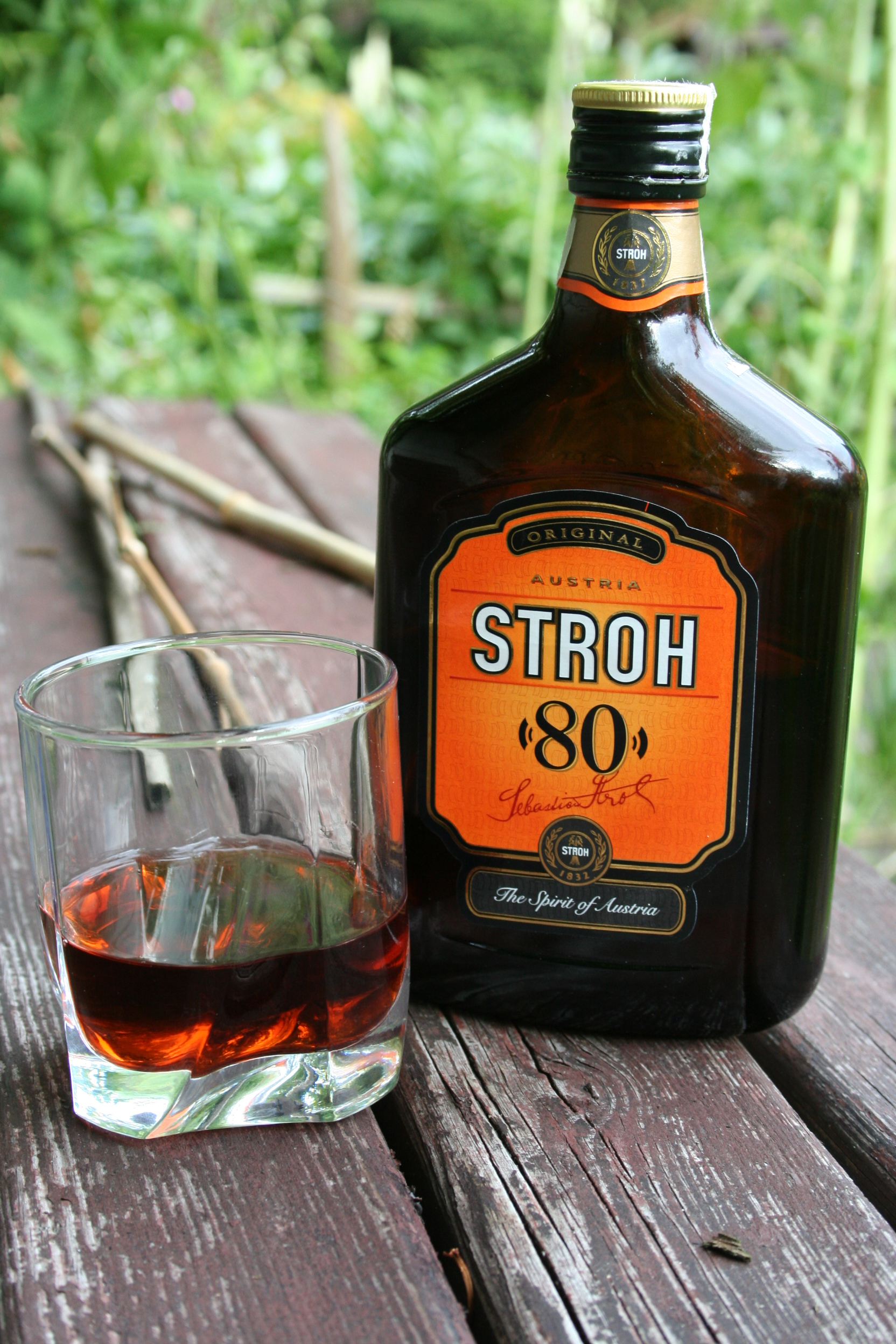
Een bekende Oostenrijkse Inländer rum

Inländer rum is een sterke drank een alcoholpercentage van 38%, 40%, 60% of 80%, die vooral populair is in Oostenrijk, Hongarije en Duitsland. De rum kenmerkt zich door een zachte en zoete smaak. Oorspronkelijk is het een product dat rum uit tropische landen moest vervangen.
Het voormalige Oostenrijk-Hongarije was niet in het bezit van koloniën waar suikerriet werd geteeld, die de grondstof leveren voor de destillatie van rum. Een apotheker uit Krems an der Donau heeft in de 19e eeuw een succesvolle imitatie bereid uit ethanol, water, smaakstoffen en kleurstoffen die de drank een op rum gelijkende smaak en uiterlijk geven. Een van de bekendste producenten is Stroh uit het Oostenrijkse Klagenfurt. 
Vanaf 1 januari 1999 dient ook de alcohol in Inländerrum uit de verwerking van suikerriet afkomstig te zijn, wat voorheen niet het geval was. Met de naam Inländer rum  is het product te onderscheiden van de echte, geïmporteerde rum. 
Dranken die niet aan de nieuwe regelgeving voldoen, zijn onder andere namen in de handel, bijvoorbeeld Inländer Spirituose (Oostenrijk), Tuzemák ('Tsjechië) of Hajós (Hongarije). 
Sinds 2008 is ook de 100% in Oostenrijk geproduceerde rum door een richtlijn van de Europese Unie aangewezen als een beschermde Oostenrijkse specialiteit.
In de Weense keuken wordt de specifieke smaak van Inländer rum gebruikt in lokale gerechten. 